# Stephanus
Stephanus (лат.) — род наездников из семейства Stephanidae.

## Распространение
Палеарктика и Ориентальная область.

## Описание
Эндопаразиты насекомых, живущих в древесине. Длина тела 1—2 см (яйцеклад длиннее тела). Задние лапки самок состоят из 5 сегментов. Бёдра задней пары ног узкие и вытянутые, грубо бороздчатые, несут 2 или 3 зубца (редко 4). В переднем крыле развиты замкнутые радиальная, радиомедиальная и брахиальная ячейки. Стернит первого метасомального сегмента не дифференцирован от первого тергита. Яйцеклад длиннее тела.

## Систематика
Род впервые выделен в 1801 году. Типовым видом был обозначен (по первоначальной монотипии): Stephanus coronatus Jurine (in Panzer), 1801 (= Ichneumon serrator Fabricius, 1798).
- Stephanus anijimensis Watanabe & van Achterberg, 2014[7]
- Stephanus antinorii (Gribodo, 1879)
- Schlettererius bidentatus van Achterberg & Yang, 2004
- Stephanus serrator (Fabricius, 1798)[8]
- Schlettererius tridentatus van Achterberg & Yang, 2004
- Другие виды